# 604827 Rietavas
604827 Rietavas è un asteroide della fascia principale. Scoperto nel 2015, presenta un'orbita caratterizzata da un semiasse maggiore pari a 2,3570295 au e da un'eccentricità di 0,1692074, inclinata di 2,34043° rispetto all'eclittica.